# 瑞士宫廷滨河路

19世纪末的瑞士宫廷滨河路

瑞士宫廷滨河路（Schweizerhofquai）是瑞士卢塞恩的一条街道，位于卢塞恩湖右岸，天鹅广场（Schwanenplatz）和Kurplatz广场之间。

## 历史
1836年，卢塞恩市政府计划开辟天鹅广场与圣莱奥德伽尔宫廷教堂之间的道路。1844-1845年兴建瑞士宫廷酒店（Hotels Schweizerhof）时先建成一条较窄的道路，道路以酒店命名。酒店和道路利用了一段宫廷桥（Hofbrücke），因此该桥缩短了100米。俄国作家列夫·托尔斯泰在他的短篇小说《卢塞恩》中进行了描述。
1860年，瑞士宫廷滨河路延伸到 Kurplatz。宫廷桥的残存部分被拆除，同时兴建两个轮船码头：弗吕埃伦码头（Flüelersteg）和阿尔卑纳赫码头（Alpnachersteg，前往阿尔卑纳赫施塔德/皮拉图斯峰）。弗吕埃伦码头仍在使用，而阿尔卑纳赫码头停泊废弃的轮船“威廉·泰尔号”（现在开辟餐厅）。
1891年，瑞士宫廷滨河路成为卢塞恩第一条使用电灯照明的道路。